# 미스코리아 제주
미스코리아 제주(미스 제주)는 1974년부터 시작된 미스코리아의 제주특별자치도 지역 대회이다. 진, 선 입상자에게는 본선에 진출 할 수 있는 기회가 주어진다. 선 2명 중 1명이 본선대회에서 미로 출전하게 된다.

## 입상자
| 연도   |                          | 진 (眞)                  | 선 (善)                  | 미 (美) |
| ------ | ------------------------ | ------------------------ | ------------------------ | ------- |
| 1974년 | 신수남                   | 고영희                   | 박혜자                   |         |
| 1975년 | 윤선희                   | 강공자                   | 김영여                   |         |
| 1976년 | 문순희                   | 양선영                   | 박용규                   |         |
| 1977년 | 정미희                   | 이영심                   |                          |         |
| 1978년 | 김정숙                   | 김혜미자                 |                          |         |
| 1979년 | 김효정                   | 문애선                   | 김난희                   |         |
| 1980년 | 양희순                   | 전병희                   |                          |         |
| 1984년 | 한정실                   |                          | 김희영                   |         |
| 1985년 | 장희숙                   | 김윤희                   |                          |         |
| 1986년 |                          |                          | 전희경                   |         |
| 1987년 | 김애아                   | 강현숙                   | 유명춘                   |         |
| 1988년 | 부영희                   | 김효랑                   | 김형미                   |         |
| 1997년 | 홍충민                   | 오은정                   | 김은경                   |         |
| 1998년 | 최정임                   | 오인실                   | 구은하                   |         |
| 1999년 | 김은희                   | 강옥미                   | 고행림                   |         |
| 2000년 | 김미삼                   | 홍세나                   | 현경희                   |         |
| 2001년 | 이진미                   | 박혜진                   | 진영선                   |         |
| 2002년 | 신재은                   | 오수정                   | 홍윤경                   |         |
| 2003년 | 윤수정                   | 남여진                   | 김민정                   |         |
| 2004년 | 오주연                   | 고유미                   | 김고운                   |         |
| 2006년 | 성혜숙                   | 박현지                   | 부은별                   |         |
| 2007년 | 성민아                   | 조은주                   | 맹주현                   |         |
| 2008년 | 오승하                   | 김온우                   | 김성림                   |         |
| 2009년 | 송미림                   | 이아롱                   | 문수진                   |         |
| 2010년 | 이유정                   | 황나리 · 현정미          | 임희선 · 조한나 · 이보람 |         |
| 2011년 | 구화빈                   | 김민지 · 송진영          | 이연수 · 이영은 · 윤인진 |         |
| 2012년 | 한희원                   | 양윤진 · 문소정          | 임지영 · 윤연주 · 문지희 |         |
| 2013년 | 임지영                   | 윤연주 · 안규비          | 류지연 · 김혜승 · 김지수 |         |
| 2014년 | 정재연                   | 류지연 · 민다정          | 배아연 · 강윤정 · 김수연 |         |
| 2015년 | 김예린 · 소아름 · 염지영 | 김예린 · 소아름 · 염지영 | 김예린 · 소아름 · 염지영 |         |
| 2016년 | 강민정                   | 오유경                   |                          |         |
| 2017년 | 김경아                   | 고경림                   | 박수민                   |         |
| 2018년 | 강도림                   | 양세은                   | 김하늘                   |         |
| 2019년 | 임아로                   | 강지수                   | 최형전                   |         |
| 2020년 | 김지영                   | 정수연                   | 이예은                   |         |
| 2021년 | 조민지                   | 안소미                   | 김라희                   |         |

- 1981년, 1982년, 1983년과 1989년부터 1996년까지 그리고 2005년에는 미스 제주를 선발하지 않았다.
- 2015년에는 미스 광주-전남, 미스 전북과 통합하여 선발하였다.
- 2019년에는 미스 전남과 통합하여 선발하였다.

## 역대 참가자 사진

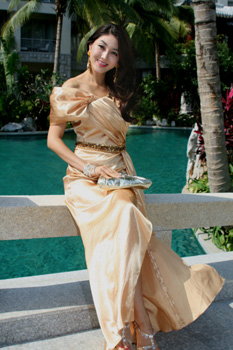
2007년 미스 제주 선 조은주, 2007년 미스코리아 선
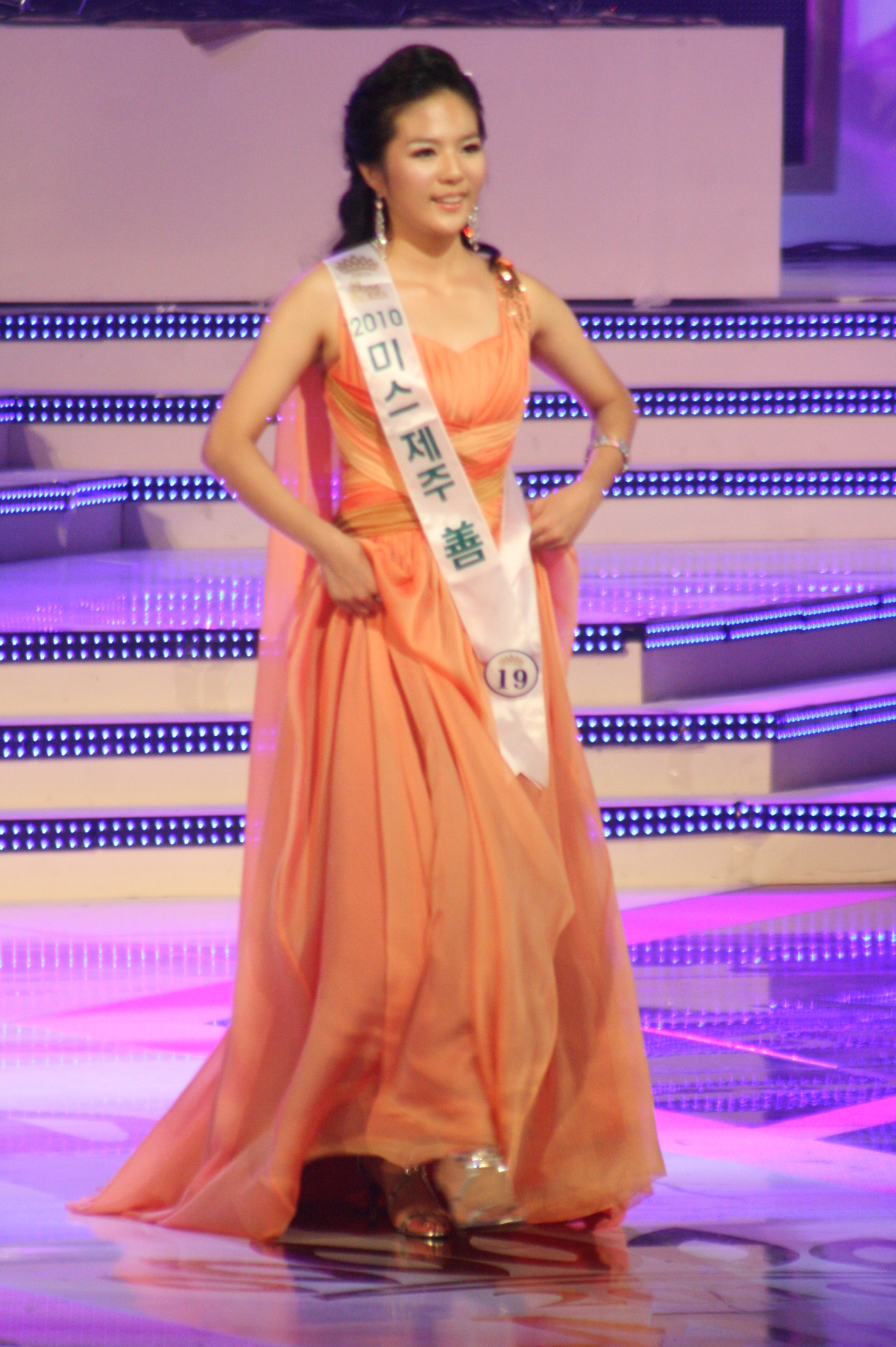
2010년 미스 제주 선 황나리, 2010년 미스코리아 후보
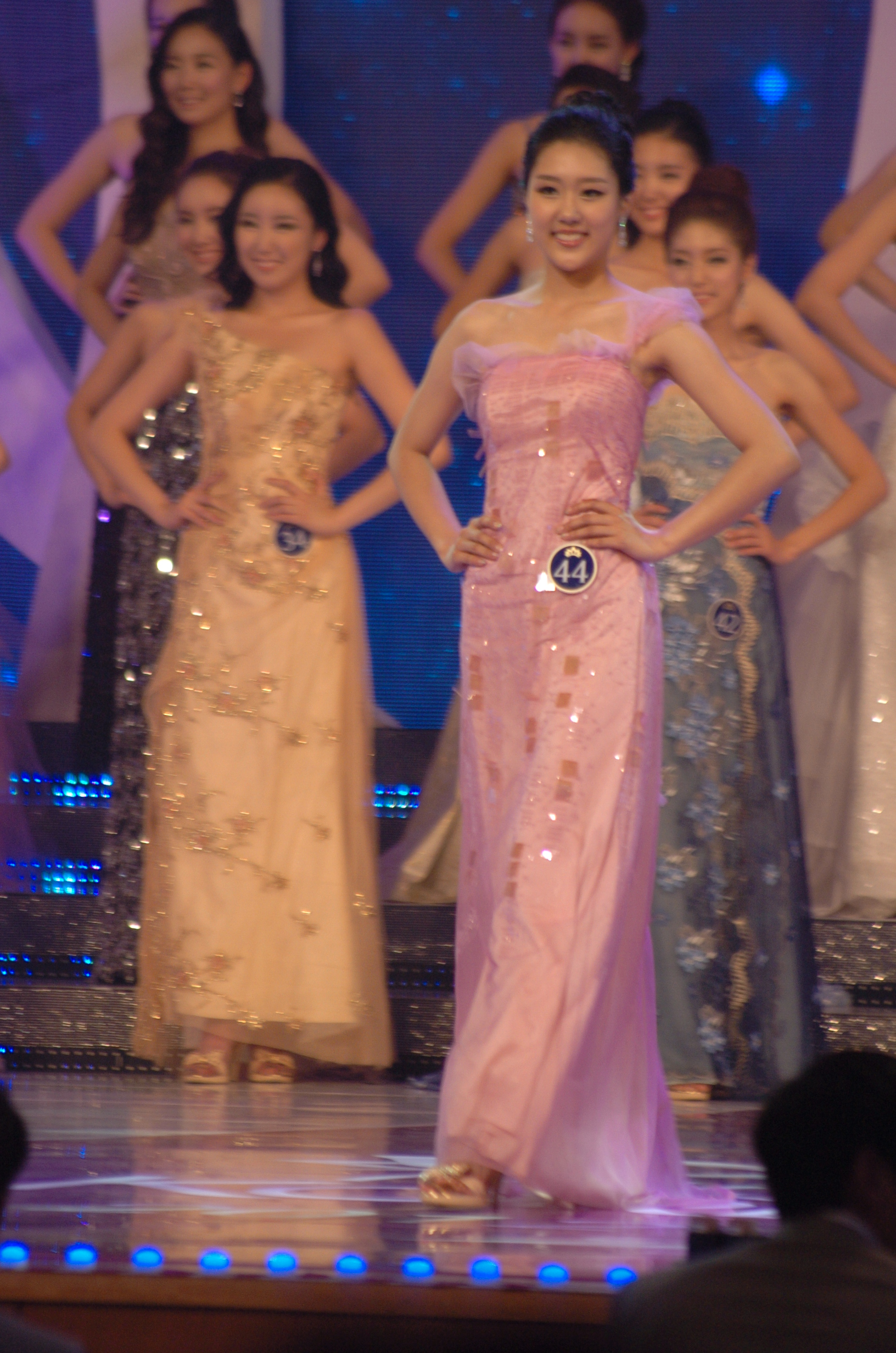
2012년 미스 제주 진 한희원, 2012년 미스코리아 후보
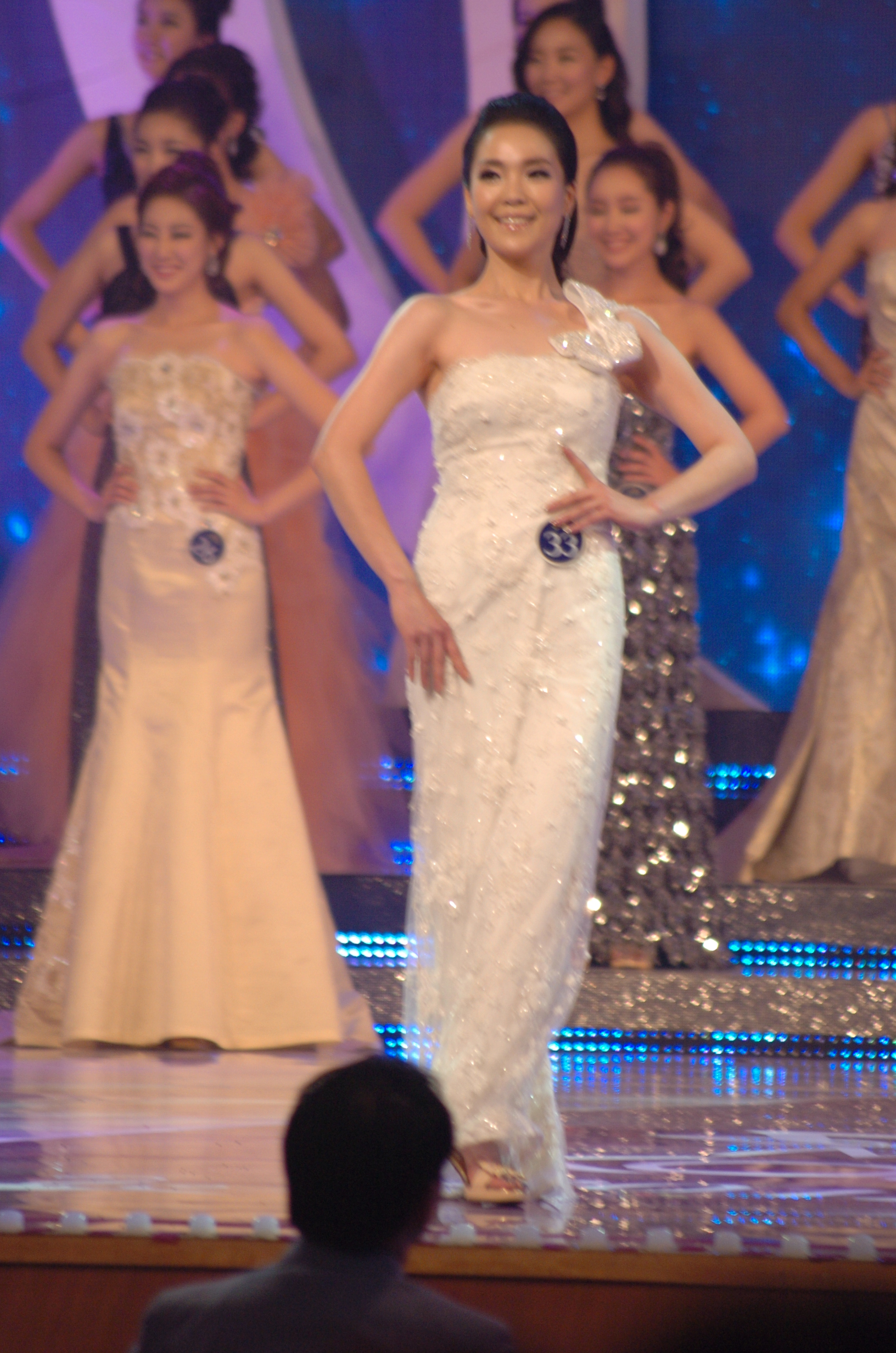
2012년 미스 제주 선 양윤진, 2012년 미스코리아 후보
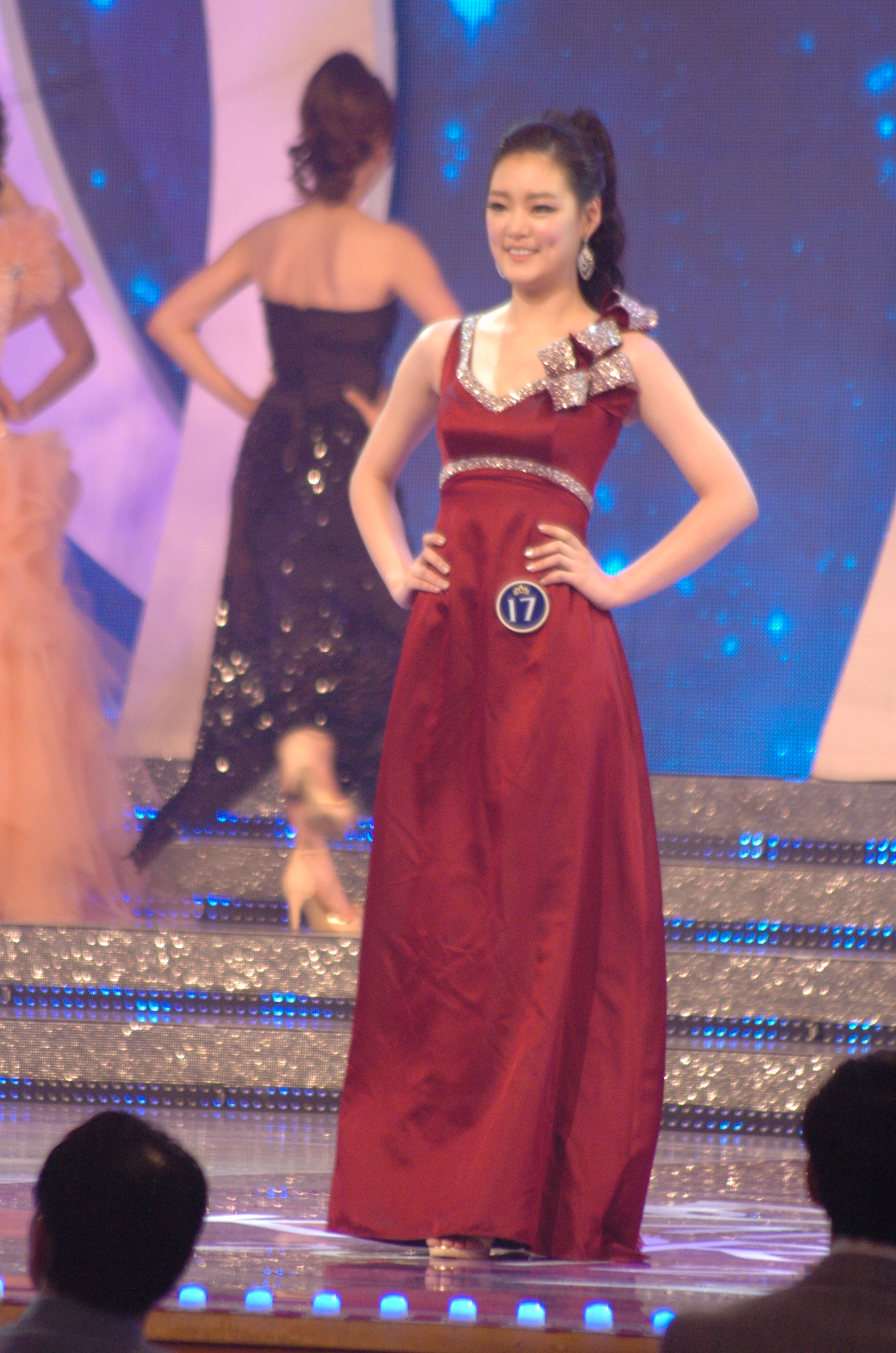
2012년 미스 제주 미 문소정, 2012년 미스코리아 후보